# IC 4469
IC 4469 је спирална галаксија у сазвјежђу Волар која се налази на листи објеката дубоког неба у Индекс каталогу.
Деклинација објекта је + 18° 14' 56" а ректасцензија 14h 37m 20,6s. Привидна величина (магнитуда) објекта IC 4469 износи 14,9 а фотографска магнитуда 15,6. IC 4469 је још познат и под ознакама UGC 9414, MCG 3-37-26, CGCG 104-51, FGC 1776, PGC 52258.